# Haliyal
Haliyal è una suddivisione dell'India, classificata come town panchayat, di 20.652 abitanti, situata nel distretto del Kannada Settentrionale, nello stato federato del Karnataka. In base al numero di abitanti la città rientra nella classe III (da 20.000 a 49.999 persone).

## Geografia fisica
La città è situata a 15° 19' 60 N e 74° 46' 0 E e ha un'altitudine di 558 m s.l.m..

## Società

### Evoluzione demografica
Al censimento del 2001 la popolazione di Haliyal assommava a 20.652 persone, delle quali 10.454 maschi e 10.198 femmine. I bambini di età inferiore o uguale ai sei anni assommavano a 2.753, dei quali 1.423 maschi e 1.330 femmine. Infine, coloro che erano in grado di saper almeno leggere e scrivere erano 13.667, dei quali 7.557 maschi e 6.110 femmine.